# Linnasaari (ö i Norra Karelen, Joensuu)
Linnasaari är en ö i Finland. Den ligger i sjön Juojärvi och i kommunen Outokumpu i den ekonomiska regionen  Joensuu ekonomiska region  och landskapet Norra Karelen, i den sydöstra delen av landet, 300 km nordost om huvudstaden Helsingfors. Öns area är 2,5 hektar och dess största längd är 320 meter i sydöst-nordvästlig riktning.